# Savantvadi (Staat)
Savantvadi  (auch Sawantvadi und Sawantwadi; Marathi सावंतवाडी IAST Sāvantvāḍī) war ein Fürstenstaat Britisch-Indiens auf den Höhen der Westghats nördlich von Goa im heutigen Bundesstaat Maharashtra. Er wurde 1627 von dem Marathen-Führer Raja Khem Savant Bhonsle gegründet und war 1819–1947 britisches Protektorat. Savantvadi hatte 1941 eine Fläche von 2409 km² und 264.000 Einwohner. Hauptstadt war Sawantwadi. 
Nachdem Großbritannien am 18. Juli 1947 beschlossen hatte, Indien und Pakistan in die Unabhängigkeit zu entlassen (siehe Geschichte Indiens), wurde Savantvadi zunächst unabhängig, und der letzte Raja, Shivram Savant Bhonsle, gründete zusammen mit 15 anderen Fürsten die United Deccan States, die am 5. Februar 1948 dem Staat Bombay eingegliedert wurden. Am 8. März vollzog der Raja formell den Anschluss an Indien. Am 1. November 1956 wurden alle Fürstentümer aufgehoben. Am 1. Mai entstand aus dem Südteil von Bombay der neue Bundesstaat Maharashtra.
Zum Hofstaat und zur Armee der Marathenfürsten von Savantvadi gehörte seit dem 17. Jahrhundert die Kastengruppe der aus Rajasthan stammenden Thakar. Sie waren auch im Bereich der Kultur eng mit dem Hofstaat verbunden. Ein jährlich im Haustempel des Palastes und in weiteren Tempeln in den umgebenden Dörfern stattfindendes Ritual war die Aufführung des Schattenspiels Chamadyache bahulya.